# Dvärgpapegojor
Dvärgpapegojor (Agapornis) är ett afrikanskt fågelsläkte inom familjen östpapegojor. 

## Utseende
Dvärgpapegojor är 13-17 cm stora och väger 40-60 gram. De har en karakteristisk liten men kraftig kroppsbyggnad och en kort stjärt. Detta placerar dem bland de minsta papegojorna i världen även om näbben är relativt stor i förhållande till kroppen. De flesta dvärgpapegojor är huvudsakligen gröna med röda eller andra färger, medan tama exemplar genom mutationer har fått många olika färger och mönster, tex blå kropp i stället för grön. De kan bli 10-15 år gamla (upp till 20 år enligt annan källa).
Dvärgpapegojors storlek är jämförbar med de flesta parakiter. Det bästa sättet att skilja dem från parakiter är kroppsformen. Dvärgpapegojor är bredare och kraftigare än de inte lika kraftigt byggda parakiterna.

## Taxonomi och evolution

Släktskap inom gruppen Agapornis baserat på genetiska studier. Agapornis swinderniana (rött streck) är för närvarande oplacerad inom gruppen, men tillhör den.

Släktet omfattar nio arter, av vilka åtta kommer från afrikanska fastlandet, medan gråhuvad dvärgpapegoja lever på Madagaskar. Könsdimorfism, det vill säga att honor och hanar skiljer sig morfologiskt, förekommer enbart hos vissa arter, bland andra gråhuvad dvärgpapegoja, svartvingad dvärgpapegoja och svarthalsad dvärgpapegoja.
Det vetenskapliga namnet Agapornis kommer från grekiskan och betyder "kärleksfågel" (av orden "agape" - kärlek och "ornis" - fågel). Namnet (liksom den engelska benämningen "lovebird") kommer av att de bildar par och är monogama tills den ena partnern dör. 

### Arter
Släkte Dvärgpapegojor (Agapornis)
- Gråhuvad dvärgpapegoja (Agapornis canus)
- Rödhuvad dvärgpapegoja (Agapornis pullarius)
- Svartvingad dvärgpapegoja (Agapornis taranta)
- Svarthalsad dvärgpapegoja (Agapornis swindernianus)
- Rosenhuvad dvärgpapegoja (Agapornis roseicollis)
- Serengetidvärgpapegoja (Agapornis fischeri)
- Svarthuvad dvärgpapegoja (Agapornis personatus)
- Malawidvärgpapegoja (Agapornis lilianae)
- Svartkindad dvärgpapegoja (Agapornis nigrigenis)

## Dvärgpapegojor som husdjur
Ska man köpa en dvärgpapegoja bör man försäkra sig om att den inte är viltfångad utan kommer från uppfödare. Detta är viktigt bland annat för att det ska finnas tillräckligt stora vilda populationer för att arten ska överleva. Utöver det är viltfångade exemplar mer benägna att bli sjuka och/eller deprimerade och kan dö av detta.
Handmatade och människovana dvärgpapegojor blir bra sällskapsdjur men även föräldramatade papegojor kan tämjas. De är mycket sociala och om de känner sig trygga med människor sätter de sig gärna på axlar eller fingrar. Dvärgpapegojor lär sig sällan att tala.

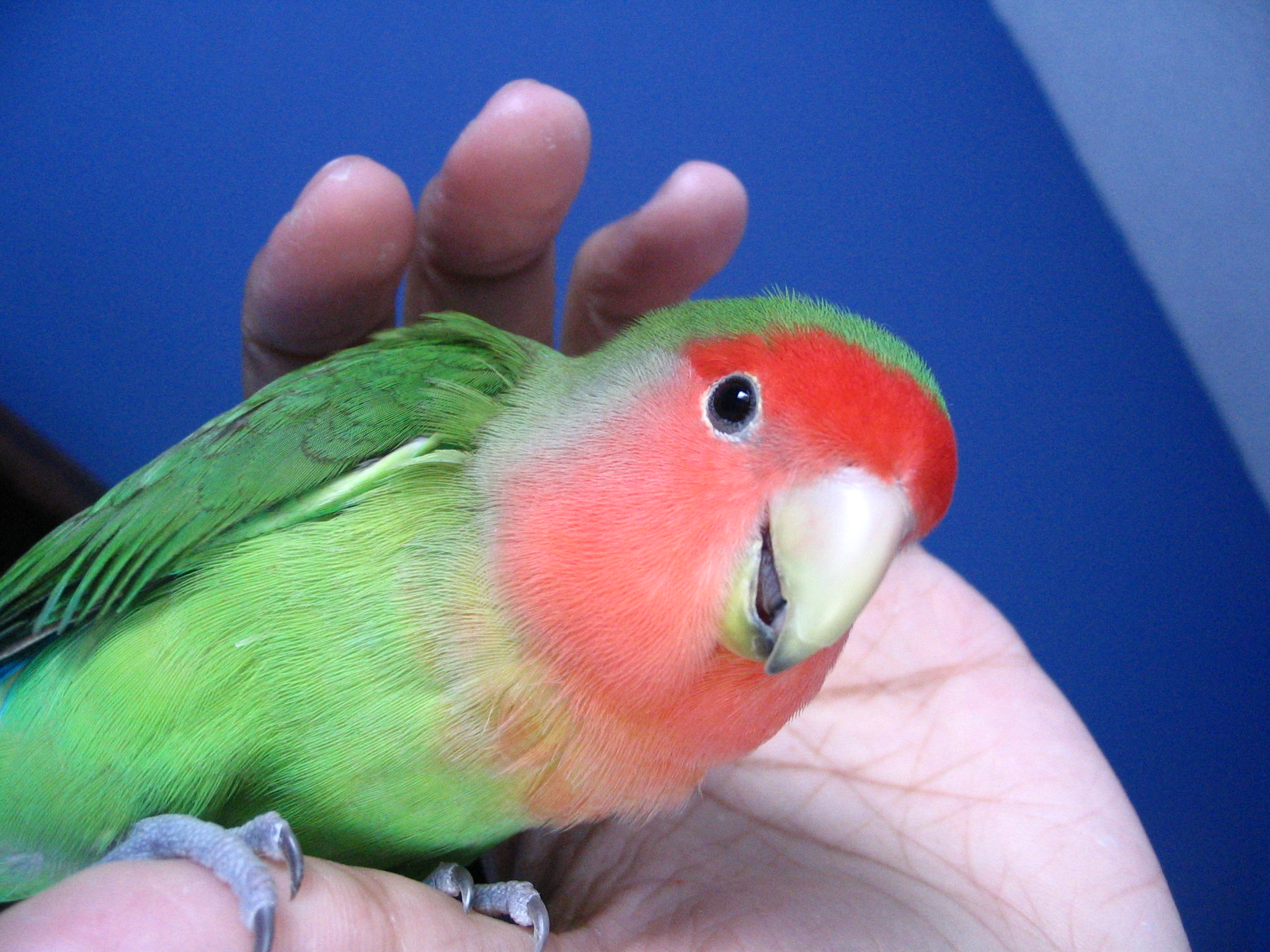
En dvärgpapegoja som sitter på ett finger

### Bur / boende
Enligt den svenska djurskyddslagen, L80, ska dvärgpapegjor ha en bur som är minst 70 cm lång, 45 cm bred och 60 cm hög. Papegojan skall ha tillgång till leksaker eller liknande för att undvika tristess.

### Diet / foder
Till dvärgpapegojor kan man ge undulat- eller parakitblandning, men man bör vara försiktig med feta frön som till exempel solrosfrön. Grönfoder och frukt ingår också i kosten och bör vara en naturlig del även hos den tama dvärgpapegojan. Dessa kan serveras i små tärningar i en skål. Precis som för andra papegojor är avokado, rabarber, choklad, koffein och alkohol mycket giftiga för dvärgpapegojor. 

### Potentiella problem
Dvärgpapegojor är ganska högljudda fåglar. Vissa kan låta hela dagen, särskilt tidigt på morgonen. De är även mycket aktiva. Man bör hålla koll på dem när de är utsläppta och skydda möbler, elkablar eller annat de skulle kunna tugga på. Olika arter av agapornis kan para sig med varandra och producera hybrider. Dessa kan vara svagare än de "renartiga" fåglarna och man bör antingen hålla fåglar av samma art eller samma kön tillsammans för att undvika möjliga hybrider. De är ganska svåra att få handtama.

## Bildgalleri

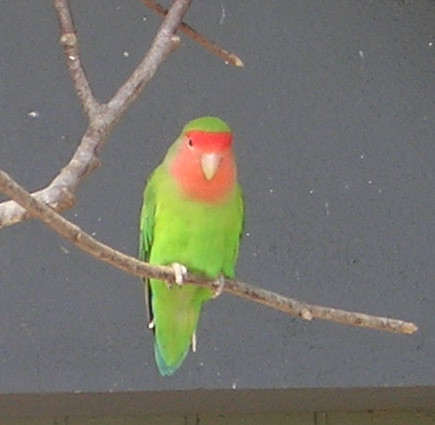
Viltfärgad rosenhuvad dvärgpapegoja i Malmö
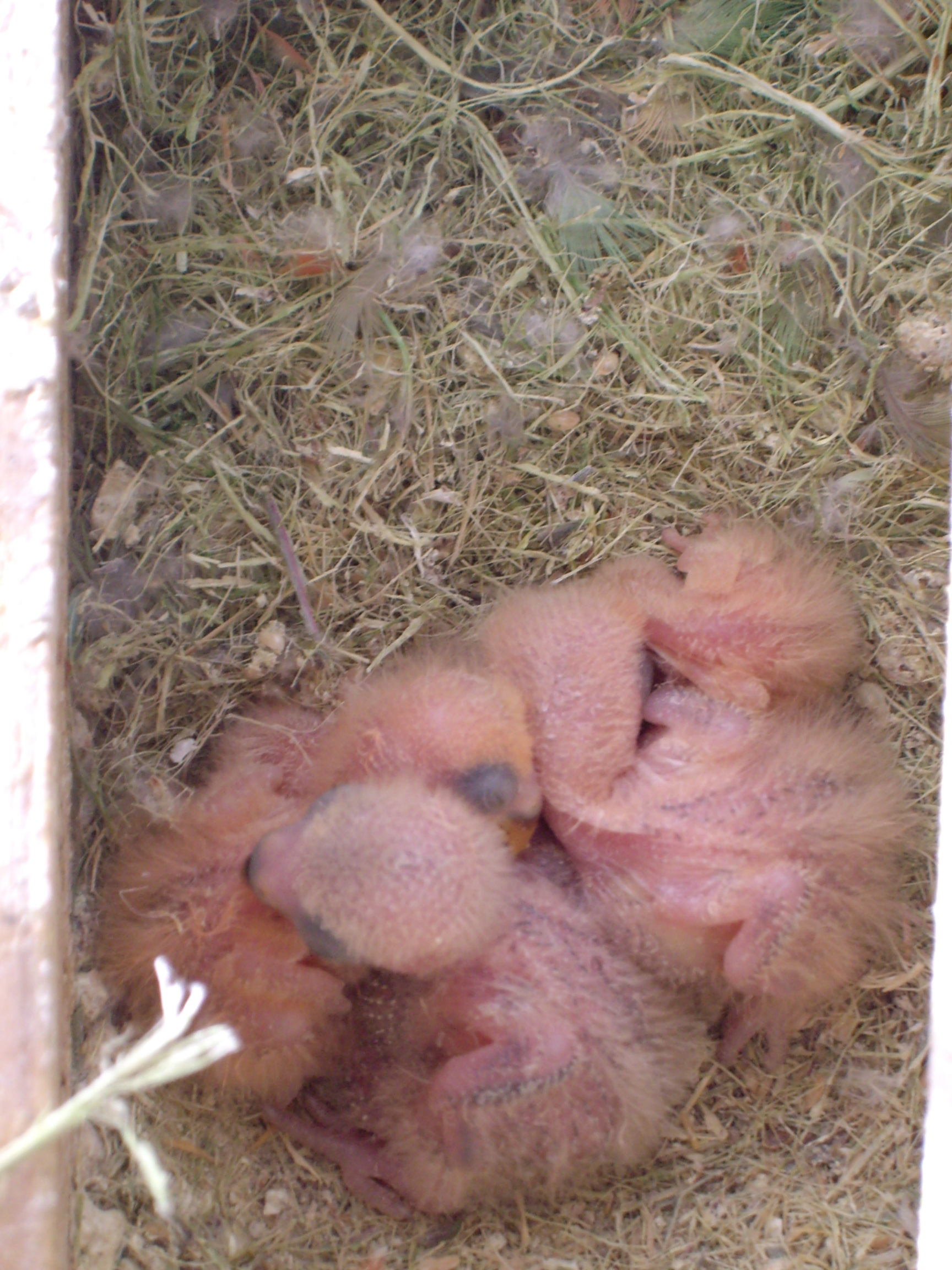
Dvärgpapegojungar
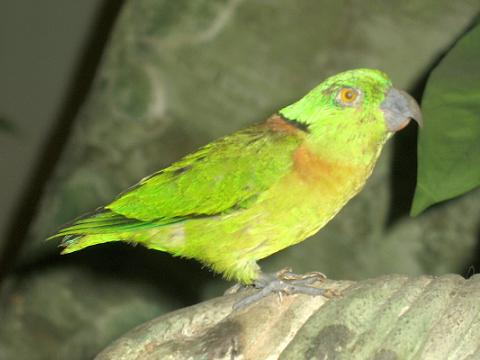
Svarthalsad dvärgpapegoja
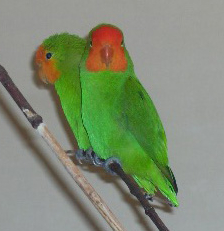
Rödhuvad dvärgpapegoja
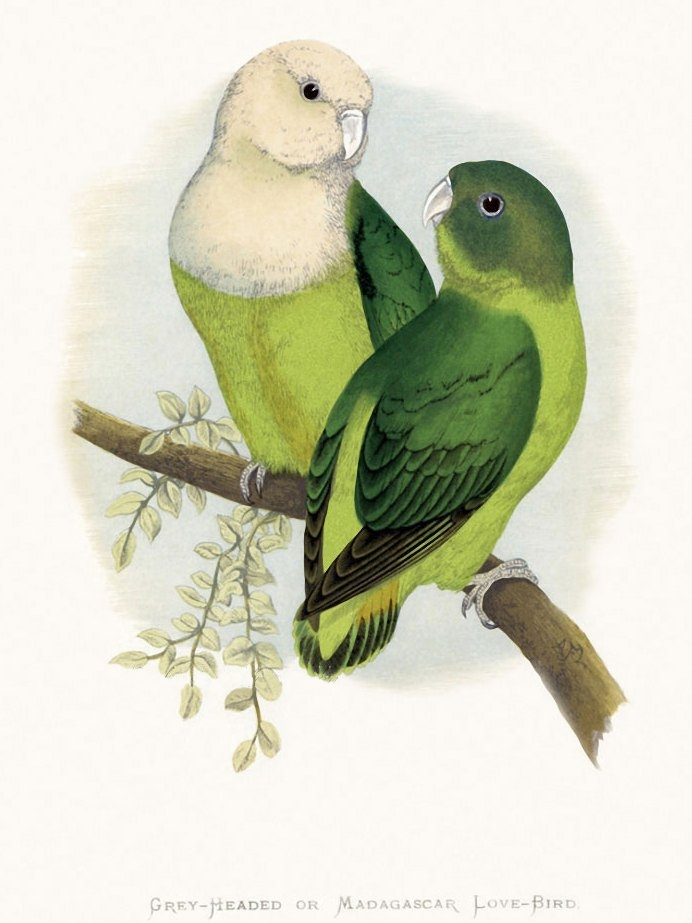
Gråhuvad dvärgpapegoja av Alexander Francis Lydon (1836-1917)
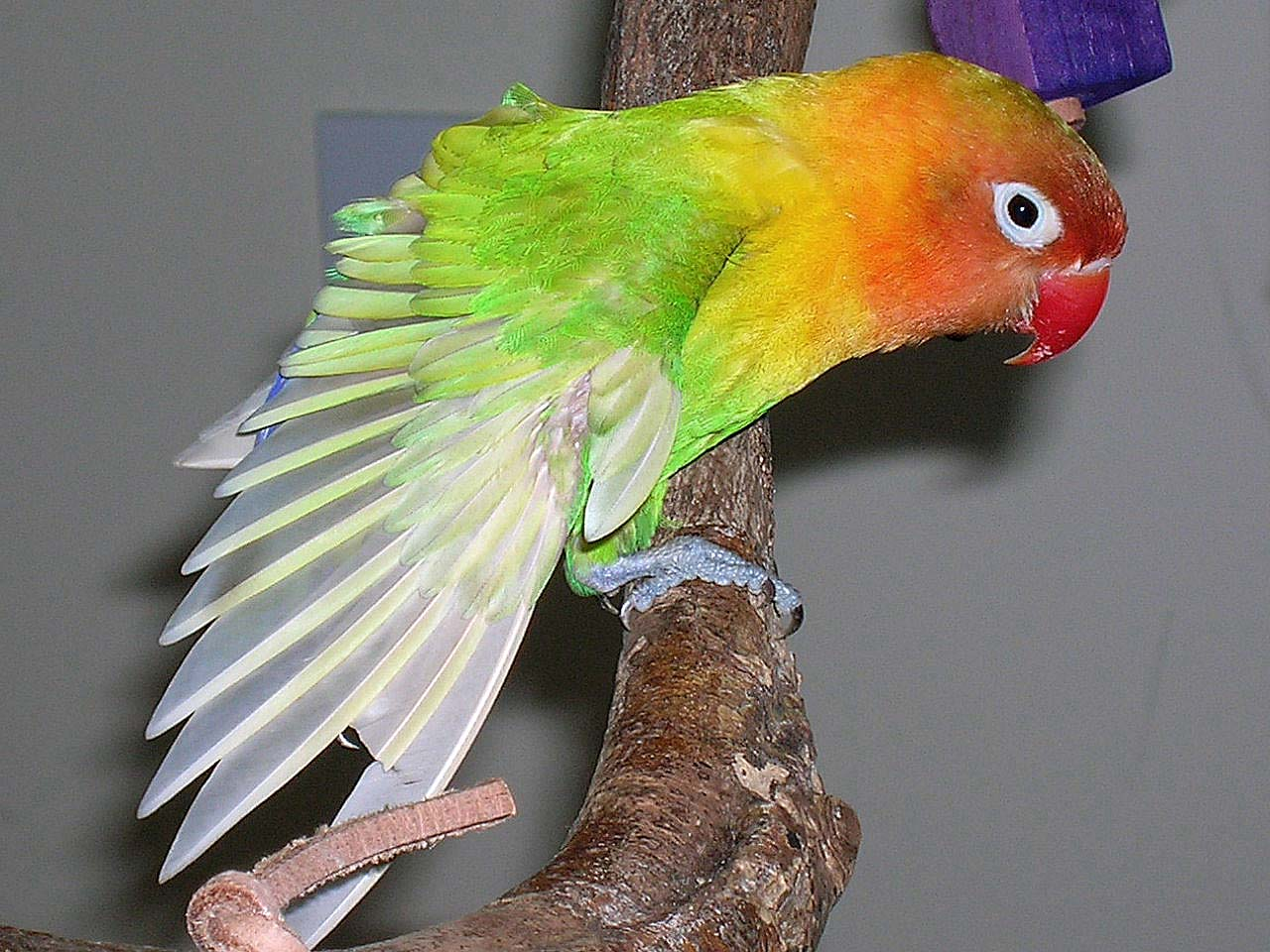
Serengetidvärgpapegoja
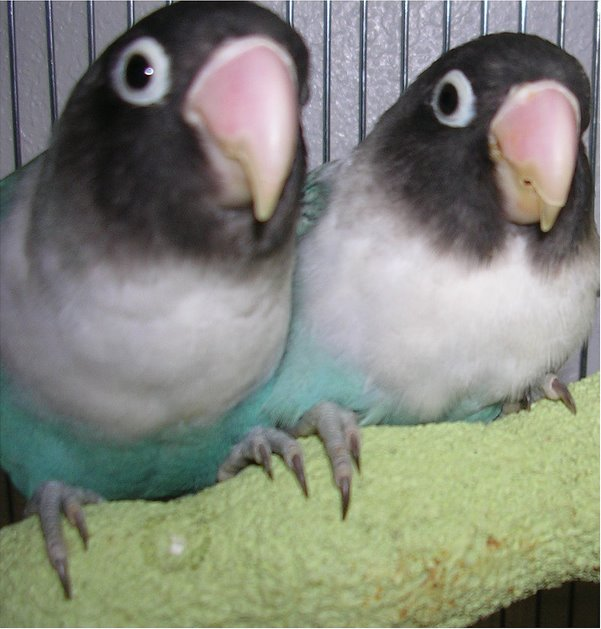
Svarthuvad dvärgpapegoja